# Huminy
Huminy (łac. humus ‘ziemia’) – substancje podstawowe próchnicy, węgla brunatnego i kamiennego. Frakcja, która nie ulega rozpuszczeniu pod wpływem działania roztworów alkalicznych.